# 照壁山乡
照壁山乡，是中华人民共和国新疆维吾尔自治区昌吉回族自治州木垒哈萨克自治县下辖的一个乡镇级行政单位。

## 行政区划
照壁山乡下辖以下地区：
平顶山村、南闸村、北闸村、周家塘村、城关村、阿拉苏村、霍斯阔拉村、照壁山村、河坝沿村、双湾村和头道沟村。